# Força a través de l'Alegria

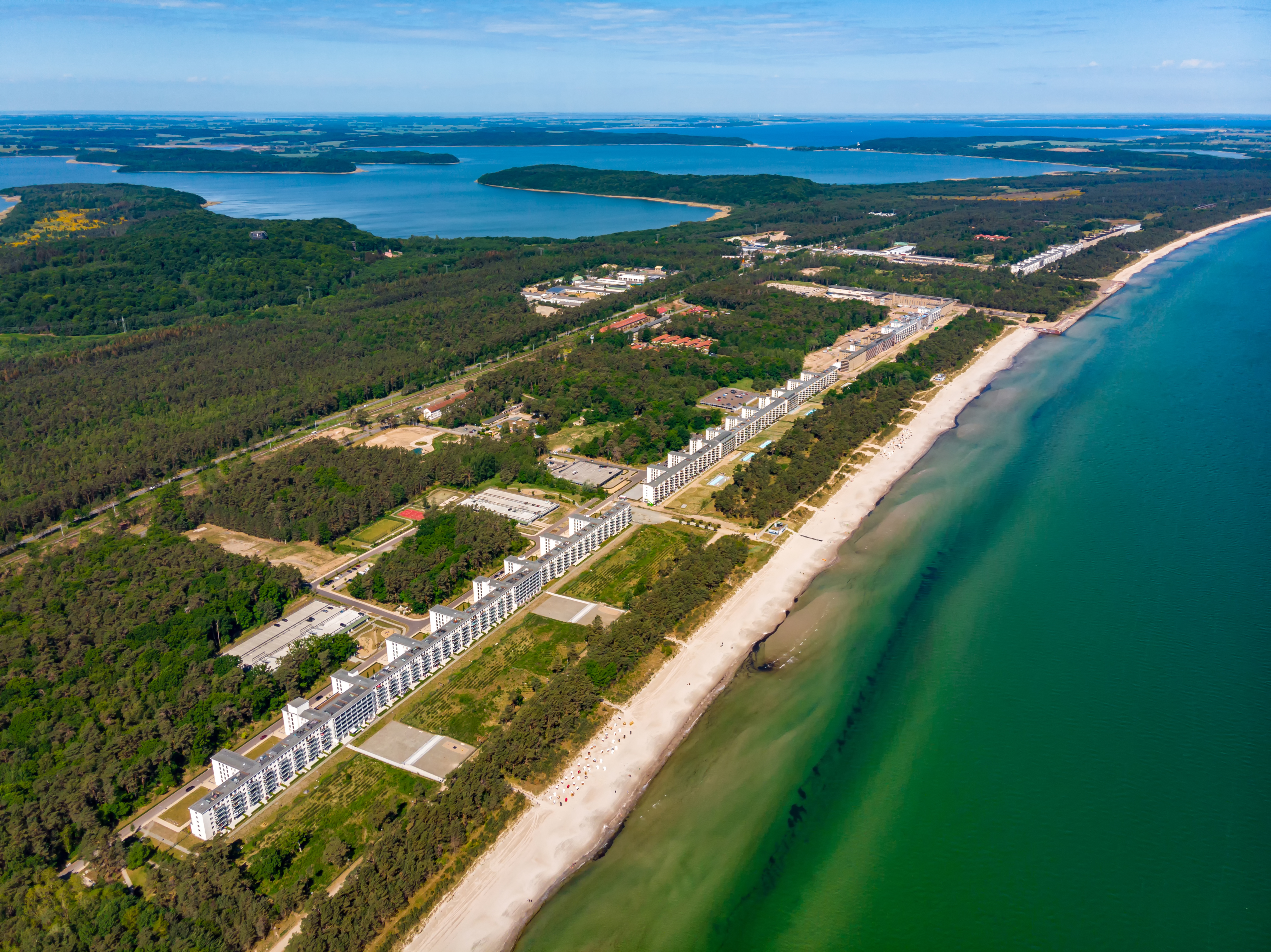
Ruïna del balneari de Prora a Binz

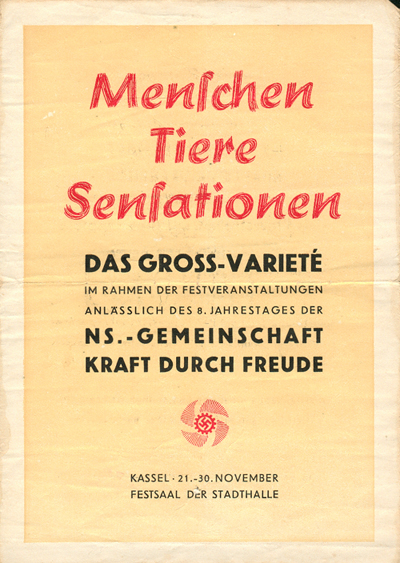
Full de propaganda de l'entitat al gau de Kurhessen

Força a través de l'Alegria (en alemany: Kraft durch Freude, KdF) va ser una organització nacional-socialista del partit polític Partit Nacional Socialista dels Treballadors Alemanys (NSDAP) i filial del Front Alemany del Treball (Deutsche Arbeitsfront, DAF) amb l'objectiu d'organitzar, de vetllar i d'igualar el lleure de la població alemanya.
A l'època nazi era l'agència de viatges més gran del Tercer Reich. Va ser creada el 28 de novembre de 1933 i va ser abolida el 10 d'octubre de 1945 per la llei núm. 2 del consell de control (Kontrollrat) del govern dels Aliats de la Segona Guerra Mundial.
El seu objectiu principal era donar al poble alemany la força per a accelerar l'expansió econòmica i de fer-ne un poble sa, fort i prest a la guerra. Una alegria sana durant un temps de lleure ben organitzat, molt millor que el plaer fàcil, hauria hagut de promoure un poble sa i fort, en unir empresaris i treballadors sota un mateix taulat, s'esperava d'evitar els conflictes socials, nefasts per a l'economia. Segons la ideologia nazi, el lleure no era pas un dret individual, però un factor essencial per augmentar la productivitat al servei del progrés de l'estat. També havia de contribuir a la força militar del poble. La KdF-fàbrica de Wolfsburg que oficialment treballava a construir un Volkswagen o cotxe per a tothom era un camuflament d'una indústria militar, prohibit pel tractat de Versalles del 1919. El balneari de Prora al costat de Binz a l'illa de Rügen, oficialment construït per a rebre 20.000 obrers durant les seves vacances era concebut de tal manera a poder canviar-lo ràpidament en hospital militar.
El moviment va finançar-se per contribucions obligatòries dels empleats, dels empresaris i dels funcionaris que pagaven com a mínim 0,5 Reichsmark per mes. De cara als 4400 empleats de l'organització el 1937, hi hi havia uns 106.000 voluntaris que es carregaven de l'organització d'activitats diverses fins al pobles més petits del país.
Des del 1940 hi hauria hagut una filial de Kdf a Barcelona per a servir la llarga comunitat d'alemanys que hi era establerta, però no en queden moltes traces.

## Teatres
L'organització KdF va controlar la gestió de molts teatres:
Berlín: KdF-Theater des Kindes, Märchentheater, Plaza-Theater, Theater am Nollendorfplatz, Theater am Schiffbauerdamm, Theater des Volkes,
Breslau: Gerhart-Hauptmann-Theater, Dessau: Friedrich-Theater, Hannover: Mellini-Theater, Köln: Apollo-Theater, Königsberg: Ostpreußenhalle, Magdeburg: Kleinkunstbühne, München: Märchentheater, Prinzregententheater, Posen: Metropol-Varieté sowie
Viena: Deutsches Volkstheater, Die Komödie in der Johannesgasse (dem Deutschen Volkstheater angeschlossen), Raimund-Theater und Volksoper.